# Lesleh Donaldson
Lesleh Donaldson (* 7. April 1964 in Toronto, Ontario) ist eine kanadische Theater- und Filmschauspielerin und Synchronsprecherin. 

## Leben
Lesleh Donaldson war Kindermodel und nahm Schauspielunterricht und spielte bereits am Theater. Sie begann ihre Kinofilm-Karriere mit Running – Der Moment seines Lebens wo sie die Tochter von Michael Douglas spielte. Danach folgte der Thriller Schreie der Nacht, in dem sie die Hauptrolle übernahm und dafür mit dem Genie Award für die beste Performance nominiert wurde, sowie die Horrorfilme Ab in die Ewigkeit und Night Eyes sowie der Slasherfilm Curtains – Wahn ohne Ende. Anschließend spielte sie in dem Drama Special People, gemeinsam mit Brooke Adams, und in dem Disney-Film Teen-Academy mit. Später folgten nur mehr kleine Rollen in Hearts of Fire, Hurt Penguins und You Love Me I Hate You. Nebenbei wirkte sie in einigen Fernsehserien mit. 1994 stieg sie aus dem Filmgeschäft aus und wurde vermehrt als Theater-Darstellerin tätig. Ab 2010 war sie wieder als Filmschauspielerin zu sehen.
Donaldson ist verheiratet, lebt in Toronto und hat zwei Kinder.

## Filmografie (Auswahl)
- 1979: Running – Der Moment seines Lebens (Running)
- 1980: Schreie der Nacht (Funeral Home)
- 1981: Ab in die Ewigkeit (Happy Birthday to Me)
- 1982: Night Eyes (Deadly Eyes)
- 1983: Curtains – Wahn ohne Ende (Curtains...The Ultimate Nightmare)
- 1984: Special People (Fernsehfilm)
- 1985: Freunde im All (Droids, Zeichentrickserie, 13 Folgen, Stimme)
- 1985: Teen-Academy (The Undergrads)
- 1986: Die Ewoks (The Ewoks, Zeichentrickserie, 13 Folgen, Stimme)
- 1987: Hearts of Fire
- 1992: Hurt Penguins
- 1994: You Love Me, I Hate You
- 2010: What the F*ck Doug E. Doug?
- 2012: Tales of Poe – Tell Tale Heart
- 2018: Abnormal Attraction
- 2018: Nur ein kleiner Gefallen (A Simple Favor)